# وهناك أشياء كثيرة كان يمكن أن يتحدث عنها المرء (فلم)
وهناك أشياء كثيرة كان يمكن أن يتحدث عنها المرء (بالإنجليزية: There Are So Many Things Still to Say) هو فيلم سوري وثائقي تتحدث عن فترة الصراع العربي الإسرائيلي.